# Пачін
Енріке Пе́рес Діас (ісп. Enrique Pérez Díaz), більш відомий як Пачін (ісп. Pachín; 28 грудня 1938, Торрелавега — 10 лютого 2021) — іспанський футболіст, що грав на позиції захисника. По завершенні ігрової кар'єри — тренер.
Виступав, зокрема, за «Реал Мадрид» часів покоління Йе-йе, з яким став семиразовим чемпіоном Іспанії, дворазовим володарем Кубка європейський чемпіонів та переможцем Кубка Іспанії та Міжконтинентального кубка. Також грав за національну збірну Іспанії, у складі якої був учасником чемпіонату світу 1962 року.

## Клубна кар'єра
У дорослому футболі дебютував 1956 року виступами за команду «Хімнастіка Торрелавега» з рідно міста, в якій провів один сезон у Терсері, на той момент третьому дивізіоні країни. Далі він перейшов в інший клуб Термери, «Бургос», де провів наступний сезон.
У 1958 році він перейшов до клубу Ла Ліги, «Осасуна». У вищому дивізіоні Пачін дебютував 2 листопада 1958 року, його команда обіграла «Реал Бетіс» з рахунком 3:0. Загалом за сезон зіграв 23 матчі в чемпіонаті і забив один гол.

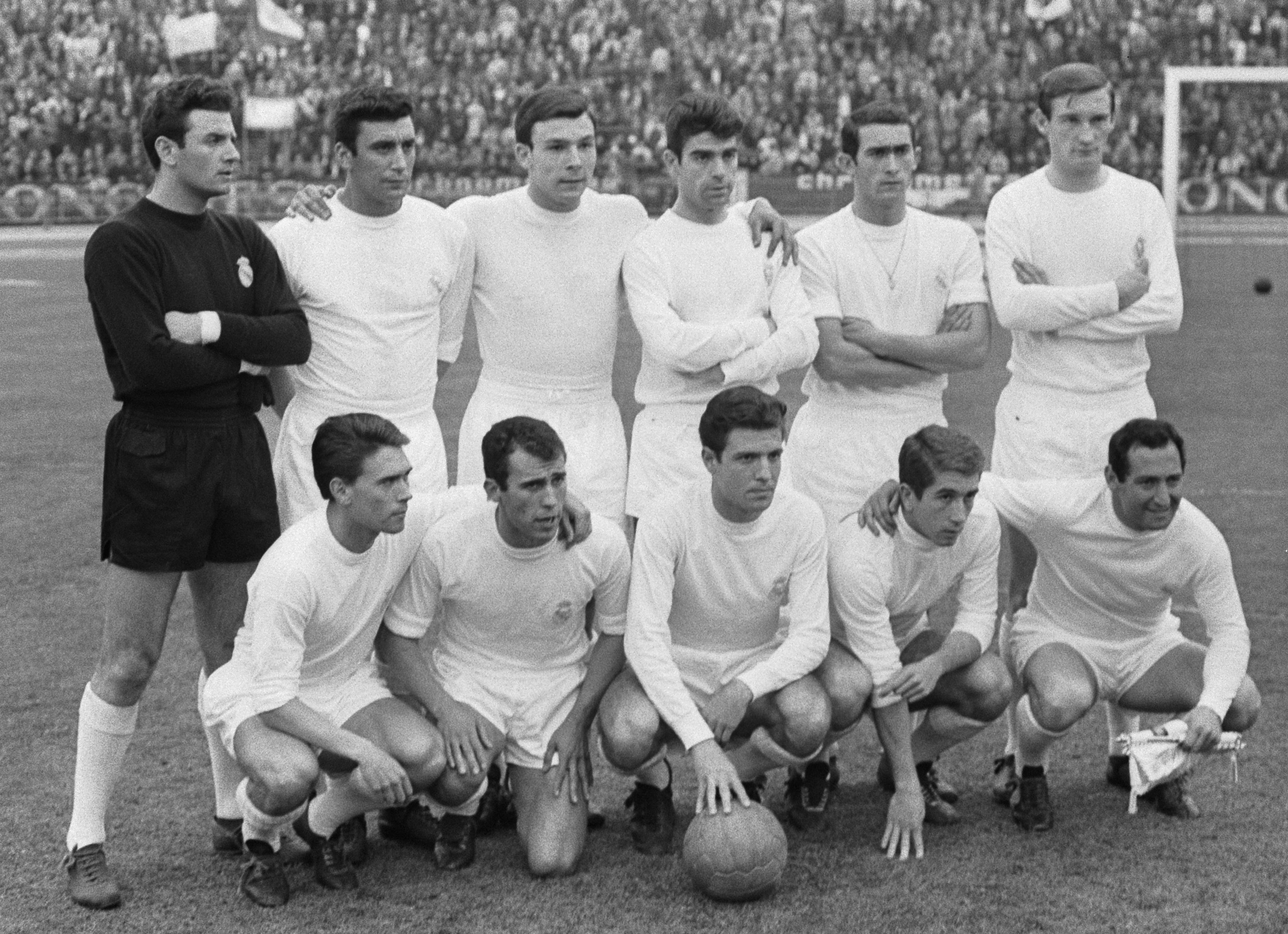
Пачін (другий ліворуч у верхньому ряду) перед фіналом Кубка європейських чемпіонів 1966 року.

Хороша гра Пачіна в «Осасуні» була помічена скаутами столичного «Реала» і в 1959 році він став гравцем «вершкових». У своєму першому сезоні в «Реал Мадриді» він не зіграв жодного разу. Його дебют відбувся в Кубку європейських чемпіонів. Він дебютував у футболці королівського клубу 21 квітня 1960 року в півфінальному матчі проти «Барселони», «Галактікос» виграли з рахунком 3:1. Він також зіграв у другій зустрічі з «Барселоною» і у фінал в Глазго з німецьким «Айнтрахтом», здобувши свій перший трофей з командою.
Пачін грав за «Реал» протягом дев'яти років до 1968 року, головним чином на позиції правого захисника, ставши важливою частиною мадридського покоління Йе-йе, з'явившись в 218 офіційних матчах і забивши два голи, 32 з яких у Кубку європейських чемпіонів. Востаннє він зіграв за «бланкос» в Мадриді в матчі Ла Ліги 28 квітня 1968 року, його команда зазнала поразки з мінімальним рахунком від «Малаги». З «Реалом» Пачін сім разів виграв чемпіонат Іспанії — в 1961, 1962, 1963, 1964, 1965, 1967 і 1968 роках, а також здобув Кубок Іспанії 1962 року, Кубок європейських чемпіонів 1960 та 1966 року і Міжконтинентальний кубок 1960 року.
У сезоні 1968/69 він виступав за клуб Сегунди «Реал Бетіс». У 1970 році він відправився в Мексику, де рік по тому закінчив свою кар'єру, граючи за «Толуку».

## Виступи за збірну
15 травня 1960 року дебютував в офіційних іграх у складі національної збірної Іспанії в товариському матчі проти Англії (3:0).
У складі збірної був учасником чемпіонату світу 1962 року у Чилі. На турнірі він брав участь у двох зустрічах з Мексикою і Бразилією, а іспанці посіли останнє місце у групі.
Востаннє Пачін представляв збірну 30 травня 1963 року у відбірковому матчі до чемпіонату Європи 1964 року проти Північної Ірландії (1:1). Загалом протягом кар'єри у національній команді, яка тривала 4 роки, провів у її формі 8 матчів.

## Кар'єра тренера
Розпочав тренерську кар'єру, повернувшись до футболу після невеликої перерви. Його першою командою став «Реал Мадрид C», який він очолював у сезоні 1973/74. Після цього працював з клубами третього дивізіону «Пегасо», «Хетафе Депортіво» (резервна команда «Хетафе»), «Осасуна» та «Сеута».
1978 року прийняв пропозицію попрацювати у клубі Сегунди «Реал Вальядолід». Залишив вальядолідський клуб 1979 року. Надалі тренував інші команди цього дивізіону «Леванте», «Кордова», «Альмерія» та «Еркулес». В подальшому ще двічі повертався до «Леванте» у 1984—1985 та 1987—1988 роках, яка вже грала у третьому дивізіоні, а в перерві між цим тренував «Альбасете» у Сегунді.
У сезоні 1988/89 Пачін тренував «Гранаду» з Сегунди Б, а останнім місцем тренерської роботи спеціаліста був клуб «Пегасо» з Сегунди Б, головним тренером команди якого Пачин був 1989 року.

## Титули і досягнення
- Чемпіон Іспанії (7):

«Реал Мадрид»: 1960–61, 1961–62, 1962–63, 1963–64, 1964–65, 1966–67, 1967–68
- Володар Кубка Іспанії (1):

«Реал Мадрид»: 1961–62
- Володар Кубка чемпіонів УЄФА (2):

«Реал Мадрид»: 1959–60, 1965–66
- Володар Міжконтинентального кубка (1):

«Реал Мадрид»: 1960